# Cathédrale de Mariestad
La cathédrale de Mariestad (Mariestads domkyrka) est une cathédrale située à Mariestad, dans le Västra Götaland en Suède. Elle fut jusqu'en 1646 le siège de l'évêché de Mariestad, avant que celui-ci ne fut intégré à l'évêché de Karlstad. Par conflit avec son frère Jean III de Suède, le futur roi Charles IX de Suède, fondateur de la ville fit construire la cathédrale entre 1593 et 1624, selon les plans de l'église Sainte-Claire de Stockholm, que Jean III avait fait construire par Guillaume Boyen. Elle fut rénovée entre 1903 et 1905 par Folke Zettervall.